# 미우라 다이스케
미우라 다이스케(일본어: 三浦 大輔, 1973년 12월 25일~)는 요코하마 DeNA 베이스타스의 감독으로 재직 중인 일본의 전 프로 야구 선수이자 현 야구 지도자 및 야구 해설가 겸 평론가로 현역 시절 2004년 하계 올림픽 동메달리스트이자 요코하마 DeNA 베이스타스의 전설적인 투수로 활약했으며 별명은 하마의 두목(ハマの番長)이다.

## 인물
초등학교 때부터 야구를 시작해 야마토타카다 시립 타카다 상업고등학교를 졸업하고 1991년 프로 야구 드래프트 회의에서 요코하마 DeNA 베이스타스(당시 다이요 웨일스)로부터 6순위로 지명을 받아 입단한 뒤 1993년 9월 4일, 히로시마 도요 카프전에서 데뷔 첫 승리를 거뒀다.
1995년부터 선발 로테이션에 참가했고 1997년에 본인으로서는 처음으로 두 자릿수 승리(10승 3패)를 기록했고 같은 해 7월 29일의 주니치 드래건스전에서는 5회까지 노히트를 기록하며 6회에 대타를 나와 노히트인 채 강판되기도 했지만 이듬해 1998년에는 12승을 올리면서 팀의 28년만의 통산 2번째 일본시리즈 우승에 기여했다.
2002년 오프에는 6년 계약의 장기 계약을 맺었고 2004년 하계 올림픽에서는 일본 야구 대표팀 선수로 발탁되어 8년만의 동메달 획득에 기여한 뒤 다음해인 2005년에는 데뷔 14년 만에 첫 타이틀(최고 평균자책점, 최다 탈삼진)을 석권했으며 4년만의 두 자릿수 승리 기록을(12승) 달성, 2007년 6월 20일부터 7월 27일까지는 35이닝 무실점에서 연속 이닝 무실점의 구단 기록을 경신했다.(지금까지의 기록은 히라마쓰 마사지가 기록한 33회 1/3)
2008년 오프에는 FA 자격을 얻어 한신 타이거스가 영입에 움직였음에도 구단이나 팬들의 만류로 잔류를 선언했으나 2010년에는 성적 부진으로 침체되면서 1994년 이후 투구 횟수가 100이닝을 밑돌기도 했으며 2016년을 마지막으로 24년간의 선수 생활을 마감했다.

## 상세 정보

### 출신 학교
- 야마토타카다 시립 타카다 상업고등학교

### 선수 경력
- 요코하마 다이요 웨일스·요코하마 베이스타스·요코하마 DeNA 베이스타스(1992년~2016년)

국가 대표 경력
- 2004년 아테네 올림픽 일본 국가대표

### 지도자 경력
- 요코하마 DeNA 베이스타스 플레잉 코치(2014년~2016년)
- 요코하마 DeNA 베이스타스 1군 투수 코치(2019년)
- 요코하마 DeNA 베이스타스 2군 감독(2020년)
- 요코하마 DeNA 베이스타스 감독(2021년~)

### 수상·타이틀 경력

#### 타이틀
- 최우수 평균 자책점: 1회(2005년)
- 최다 탈삼진: 1회(2005년)
- 최고 승률(당시는 타이틀은 아님): 1회(1997년) ※센트럴 리그에서는 1972년까지 타이틀로 제정됨.

#### 수상
- 월간 MVP: 4회(2000년 8월, 2005년 8월, 2007년 7월, 2014년 8월) ※투수 부문
- 우수 JCB·MEP상: 1회(2005년)
- 골든 스피릿상(2007년도)
- 스피드업상: 2회(2009년, 2014년)
- ‘조지아혼’상: 1회(2014년도 제8회)
- 올스타전 우수 선수상: 2회(2002년 1차전, 2006년 1차전)
- 올스타전 베스트 피처상: 1회(2009년 1차전)
- 올스타전 SANYO상: 1회(2006년 1차전)
- 센트럴 리그 연맹 특별 수상(공로상: 2016년)
- 쇼리키 마쓰타로상: 1회(2024년)
- 베스트 프라우드 파더상 in ‘프로 야구 부문’(2013년)
- 애슬리트 베스트 드레서 어워드(2014년)
- 가나가와 이미지업 대상(2016년)
- 요코하마 문화상(2017년)

#### 국제 대회
- 2004년 아테네 올림픽 동메달

### 개인 기록

#### 첫 기록
- 첫 등판: 1992년 10월 7일, 대 요미우리 자이언츠 26차전(요코하마 스타디움), 7회초 3번째 투수로서 구원 등판, 2이닝 무실점[1]
- 첫 탈삼진: 상동, 8회초에 시노즈카 가즈노리로부터[2]
- 첫 선발: 1993년 8월 1일, 대 히로시마 도요 카프 17차전(히로시마 시민 구장), 5이닝 2실점[3]
- 첫 승리·첫 완투 승리: 1993년 9월 4일, 대 히로시마 도요 카프 21차전(기타큐슈 시민 구장), 9이닝 1실점[4]
- 첫 완봉 승리: 1994년 4월 22일, 대 히로시마 도요 카프 1차전(요코하마 스타디움)[5]
- 첫 홈런: 1999년 10월 2일, 대 주니치 드래건스 26차전(요코하마 스타디움), 가와카미 겐신으로부터 ※생애 유일한 홈런

#### 기록 달성 경력
- 통산 1000투구 이닝: 2000년 9월 10일, 대 히로시마 도요 카프 24차전(요코하마 스타디움), 1회초 2아웃에 히가시데 아키히로를 우익 뜬공으로 달성 ※역대 284번째
- 통산 1000탈삼진: 2002년 6월 6일, 대 야쿠르트 스왈로스 8차전(요코하마 스타디움)), 2회초에 사카모토 야타로로부터 ※역대 109번째
- 통산 1500투구 이닝: 2004년 6월 19일, 대 주니치 드래건스 13차전(나고야 돔), 2회말 1아웃에 알렉스 오초아를 삼진으로 잡아 달성 ※역대 152번째
- 통산 100승: 2006년 5월 9일, 대 도호쿠 라쿠텐 골든이글스 1차전(요코하마 스타디움), 선발로 8이닝 2실점 ※역대 119번째
- 통산 1500탈삼진: 2006년 6월 18일, 대 세이부 라이온스 6차전(인보이스 세이부 돔), 6회말에 와다 가즈히로로부터 ※역대 47번째
- 통산 2000투구 이닝: 2007년 3월 30일, 대 요미우리 자이언츠 1차전(요코하마 스타디움), 6회초 1아웃에 고사카 마코토를 투수 앞 땅볼로 달성 ※역대 36번째
- 통산 2500투구 이닝: 2009년 9월 21일, 대 한신 타이거스 22차전(요코하마 스타디움), 2회초 2아웃에 안도 유야를 포수 파울 플라이로 달성 ※역대 44번째
- 통산 2000탈삼진: 2009년 10월 3일, 대 주니치 드래건스 24차전(요코하마 스타디움), 4회초에 도노우에 다케히로로부터 ※역대 19번째
- 통산 150패: 2012년 6월 17일, 대 후쿠오카 소프트뱅크 호크스 4차전(후쿠오카 돔), 8이닝 1실점 완투패 ※역대 27번째
- 통산 150승: 2012년 7월 4일, 대 요미우리 자이언츠 7차전(요코하마 스타디움), 7이닝 3실점 ※역대 47번째
- 통산 3000투구 이닝: 2013년 7월 24일, 대 주니치 드래건스 13차전(나고야 돔), 5회말 2아웃에 다니시게 모토노부를 1루수 파울 플라이로 달성 ※역대 27번째
- 통산 500경기 등판: 2013년 10월 5일 대 주니치 드래건스 24차전(나고야 돔)에서 선발 등판, 9이닝 3실점으로 승패 없음(무자책점) ※역대 91번째

#### 기타
- 연속 시즌 승리: 23년(1993년~2015년) ※NPB 타이 기록
- 연속 시즌 안타: 24년(1993년~2016년) ※NPB 역대 4위[6][주 1][주 2]
- 연속 시즌 폭투: 16년(1997년~2015년) ※NPB 타이 기록
- 연속 시즌 두 자릿수 선발: 21년(1995년~2015년) ※NPB 역대 1위
- 개막 3전 3승: 2015년 ※NPB 최고령 기록
- 프랜차이즈 선수: 데뷔부터 은퇴까지 25년간 동일 구단에서 재적
- 올스타전 출장: 5회(2002년, 2004년, 2006년, 2009년, 2012년)

### 등번호
- 46(1992년~1997년)
- 18(1998년~2016년, 2019년~2020년)
  - 17(2004년 아테네 올림픽 등번호)
- 81(2021년~)

### 연도별 투수 성적
| 연 도      | 소 속                | 등 판 | 선 발 | 완 투 | 완 봉 | 무 4 구 | 승 리 | 패 전 | 세 이 브 | 홀 드 | 승 률 | 타 자 | 이 닝  | 피 안 타 | 피 홈 런 | 볼 넷 | 고 4 | 몸 맞 | 탈 삼 진 | 폭 투 | 보 크 | 실 점 | 자 책 점 | 평 자 책 | W H I P |
| ---------- | -------------------- | ----- | ----- | ----- | ----- | ------- | ----- | ----- | -------- | ----- | ----- | ----- | ------ | -------- | -------- | ----- | ---- | ----- | -------- | ----- | ----- | ----- | -------- | -------- | ------- |
| 1992년     | 다이요 요코하마 DeNA | 1     | 0     | 0     | 0     | 0       | 0     | 0     | 0        | --    | ----  | 6     | 2.0    | 0        | 0        | 0     | 0    | 0     | 1        | 0     | 0     | 0     | 0        | 0.00     | 0.00    |
| 1993년     | 다이요 요코하마 DeNA | 15    | 8     | 1     | 0     | 0       | 3     | 3     | 0        | --    | .500  | 255   | 60.1   | 60       | 4        | 21    | 1    | 2     | 61       | 2     | 0     | 23    | 23       | 3.43     | 1.34    |
| 1994년     | 다이요 요코하마 DeNA | 17    | 6     | 1     | 1     | 0       | 2     | 2     | 0        | --    | .500  | 228   | 47.2   | 61       | 2        | 25    | 0    | 0     | 35       | 2     | 1     | 27    | 23       | 4.34     | 1.80    |
| 1995년     | 다이요 요코하마 DeNA | 25    | 22    | 3     | 0     | 1       | 8     | 8     | 0        | --    | .500  | 619   | 147.2  | 131      | 17       | 52    | 5    | 4     | 107      | 5     | 0     | 66    | 64       | 3.90     | 1.24    |
| 1996년     | 다이요 요코하마 DeNA | 34    | 21    | 4     | 0     | 0       | 5     | 10    | 0        | --    | .333  | 582   | 131.1  | 151      | 17       | 55    | 1    | 1     | 101      | 0     | 0     | 82    | 72       | 4.93     | 1.57    |
| 1997년     | 다이요 요코하마 DeNA | 26    | 22    | 4     | 1     | 1       | 10    | 3     | 0        | --    | .769  | 578   | 142.1  | 113      | 9        | 51    | 1    | 3     | 129      | 4     | 1     | 54    | 53       | 3.35     | 1.15    |
| 1998년     | 다이요 요코하마 DeNA | 25    | 24    | 2     | 1     | 0       | 12    | 7     | 0        | --    | .632  | 656   | 158.2  | 138      | 12       | 60    | 3    | 3     | 119      | 4     | 0     | 64    | 56       | 3.18     | 1.25    |
| 1999년     | 다이요 요코하마 DeNA | 30    | 25    | 4     | 3     | 1       | 9     | 10    | 0        | --    | .474  | 729   | 175.0  | 174      | 22       | 51    | 1    | 2     | 130      | 2     | 0     | 92    | 83       | 4.27     | 1.29    |
| 2000년     | 다이요 요코하마 DeNA | 24    | 24    | 4     | 0     | 1       | 11    | 6     | 0        | --    | .647  | 665   | 164.2  | 154      | 22       | 32    | 0    | 3     | 122      | 3     | 0     | 64    | 59       | 3.22     | 1.15    |
| 2001년     | 다이요 요코하마 DeNA | 26    | 25    | 5     | 2     | 0       | 11    | 6     | 0        | --    | .647  | 673   | 168.2  | 137      | 14       | 53    | 6    | 2     | 135      | 1     | 0     | 56    | 54       | 2.88     | 1.13    |
| 2002년     | 다이요 요코하마 DeNA | 19    | 18    | 4     | 2     | 2       | 4     | 10    | 0        | --    | .286  | 488   | 119.2  | 108      | 12       | 28    | 6    | 2     | 100      | 1     | 0     | 46    | 43       | 3.23     | 1.14    |
| 2003년     | 다이요 요코하마 DeNA | 15    | 15    | 1     | 0     | 0       | 5     | 5     | 0        | --    | .500  | 420   | 101.1  | 94       | 18       | 21    | 3    | 5     | 82       | 1     | 0     | 48    | 46       | 4.09     | 1.13    |
| 2004년     | 다이요 요코하마 DeNA | 22    | 22    | 1     | 0     | 1       | 6     | 8     | 0        | --    | .429  | 618   | 144.0  | 158      | 17       | 33    | 0    | 5     | 135      | 7     | 0     | 69    | 68       | 4.25     | 1.33    |
| 2005년     | 다이요 요코하마 DeNA | 28    | 28    | 10    | 2     | 3       | 12    | 9     | 0        | 0     | .571  | 856   | 214.2  | 168      | 20       | 52    | 2    | 4     | 177      | 4     | 0     | 68    | 60       | 2.52     | 1.02    |
| 2006년     | 다이요 요코하마 DeNA | 30    | 30    | 9     | 3     | 3       | 8     | 12    | 0        | 0     | .400  | 912   | 216.2  | 227      | 19       | 44    | 5    | 5     | 160      | 3     | 0     | 94    | 83       | 3.44     | 1.25    |
| 2007년     | 다이요 요코하마 DeNA | 28    | 28    | 4     | 3     | 0       | 11    | 13    | 0        | 0     | .458  | 793   | 185.1  | 184      | 15       | 51    | 3    | 7     | 159      | 5     | 0     | 74    | 63       | 3.06     | 1.27    |
| 2008년     | 다이요 요코하마 DeNA | 21    | 21    | 4     | 1     | 1       | 7     | 10    | 0        | 0     | .412  | 589   | 144.0  | 137      | 22       | 29    | 0    | 4     | 111      | 4     | 0     | 63    | 57       | 3.56     | 1.15    |
| 2009년     | 다이요 요코하마 DeNA | 28    | 28    | 6     | 1     | 0       | 11    | 11    | 0        | 0     | .500  | 799   | 195.1  | 175      | 28       | 37    | 1    | 4     | 138      | 2     | 0     | 82    | 72       | 3.32     | 1.09    |
| 2010년     | 다이요 요코하마 DeNA | 16    | 16    | 0     | 0     | 0       | 3     | 8     | 0        | 0     | .273  | 365   | 79.2   | 108      | 12       | 23    | 3    | 4     | 58       | 2     | 0     | 67    | 64       | 7.23     | 1.64    |
| 2011년     | 다이요 요코하마 DeNA | 18    | 18    | 2     | 1     | 0       | 5     | 6     | 0        | 0     | .455  | 463   | 111.1  | 96       | 9        | 31    | 2    | 7     | 74       | 1     | 0     | 39    | 36       | 2.91     | 1.14    |
| 2012년     | 다이요 요코하마 DeNA | 25    | 25    | 6     | 1     | 1       | 9     | 9     | 0        | 0     | .500  | 738   | 182.2  | 160      | 15       | 48    | 4    | 3     | 107      | 4     | 0     | 61    | 58       | 2.86     | 1.14    |
| 2013년     | 다이요 요코하마 DeNA | 27    | 27    | 2     | 1     | 0       | 9     | 13    | 0        | 0     | .409  | 731   | 175.2  | 181      | 26       | 33    | 0    | 1     | 109      | 5     | 0     | 88    | 77       | 3.94     | 1.22    |
| 2014년     | 다이요 요코하마 DeNA | 15    | 15    | 1     | 0     | 1       | 5     | 6     | 0        | 0     | .455  | 403   | 94.2   | 99       | 14       | 23    | 2    | 4     | 55       | 3     | 0     | 38    | 32       | 3.04     | 1.29    |
| 2015년     | 다이요 요코하마 DeNA | 17    | 17    | 0     | 0     | 0       | 6     | 6     | 0        | 0     | .500  | 416   | 98.0   | 103      | 9        | 25    | 0    | 1     | 62       | 5     | 0     | 47    | 45       | 4.13     | 1.31    |
| 2016년     | 다이요 요코하마 DeNA | 3     | 3     | 0     | 0     | 0       | 0     | 3     | 0        | 0     | .000  | 75    | 14.2   | 29       | 3        | 4     | 0    | 0     | 14       | 0     | 0     | 18    | 18       | 11.05    | 2.25    |
| 통산: 25년 | 통산: 25년           | 535   | 488   | 78    | 23    | 16      | 172   | 184   | 0        | 0     | .483  | 13657 | 3276.0 | 3146     | 358      | 882   | 49   | 76    | 2481     | 70    | 2     | 1430  | 1309     | 3.60     | 1.23    |

- 굵은 글씨는 시즌 최고 성적.
- 다이요(요코하마 다이요 웨일스)는 1993년에 요코하마(요코하마 베이스타스)로 구단명을 변경.
- 요코하마(요코하마 베이스타스)는 2012년에 DeNA(요코하마 DeNA 베이스타스)로 구단명을 변경.

### 연도별 수비 성적
| 연도       | 소속                 | 투수  | 투수  | 투수  | 투수  | 투수  | 투수     |
| 연도       | 소속                 | 경 기 | 척 살 | 보 살 | 실 책 | 병 살 | 수 비 율 |
| ---------- | -------------------- | ----- | ----- | ----- | ----- | ----- | -------- |
| 1992       | 다이요 요코하마 DeNA | 1     | 0     | 0     | 0     | 0     | -        |
| 1993       | 다이요 요코하마 DeNA | 15    | 3     | 6     | 0     | 0     | 1.000    |
| 1994       | 다이요 요코하마 DeNA | 17    | 2     | 10    | 1     | 0     | .923     |
| 1995       | 다이요 요코하마 DeNA | 25    | 10    | 24    | 1     | 2     | .971     |
| 1996       | 다이요 요코하마 DeNA | 34    | 9     | 21    | 1     | 4     | .968     |
| 1997       | 다이요 요코하마 DeNA | 26    | 5     | 18    | 0     | 2     | 1.000    |
| 1998       | 다이요 요코하마 DeNA | 25    | 5     | 18    | 0     | 1     | 1.000    |
| 1999       | 다이요 요코하마 DeNA | 30    | 4     | 25    | 0     | 2     | 1.000    |
| 2000       | 다이요 요코하마 DeNA | 24    | 11    | 15    | 1     | 0     | .963     |
| 2001       | 다이요 요코하마 DeNA | 26    | 7     | 29    | 1     | 5     | .973     |
| 2002       | 다이요 요코하마 DeNA | 19    | 6     | 17    | 1     | 0     | .958     |
| 2003       | 다이요 요코하마 DeNA | 15    | 4     | 13    | 0     | 2     | 1.000    |
| 2004       | 다이요 요코하마 DeNA | 22    | 6     | 28    | 0     | 1     | 1.000    |
| 2005       | 다이요 요코하마 DeNA | 28    | 8     | 24    | 1     | 2     | .970     |
| 2006       | 다이요 요코하마 DeNA | 30    | 6     | 49    | 0     | 2     | 1.000    |
| 2007       | 다이요 요코하마 DeNA | 28    | 7     | 36    | 1     | 1     | .977     |
| 2008       | 다이요 요코하마 DeNA | 21    | 3     | 18    | 0     | 0     | 1.000    |
| 2009       | 다이요 요코하마 DeNA | 28    | 12    | 43    | 0     | 1     | 1.000    |
| 2010       | 다이요 요코하마 DeNA | 16    | 6     | 18    | 0     | 1     | 1.000    |
| 2011       | 다이요 요코하마 DeNA | 18    | 6     | 22    | 1     | 4     | .966     |
| 2012       | 다이요 요코하마 DeNA | 25    | 8     | 49    | 0     | 3     | 1.000    |
| 2013       | 다이요 요코하마 DeNA | 27    | 8     | 39    | 0     | 1     | 1.000    |
| 2014       | 다이요 요코하마 DeNA | 15    | 4     | 12    | 0     | 0     | 1.000    |
| 2015       | 다이요 요코하마 DeNA | 17    | 2     | 14    | 0     | 0     | 1.000    |
| 2016       | 다이요 요코하마 DeNA | 3     | 0     | 1     | 0     | 1     | 1.000    |
| 통산: 25년 | 통산: 25년           | 535   | 142   | 549   | 9     | 35    | .987     |

### 연도별 감독 성적
| 연도      | 소속      | 순위      | 경기 | 승리 | 패전 | 무승부 | 승률 | 승차                       | 팀 홈런                    | 팀 타율                    | 팀 평균자책점              | 연령                       |
| --------- | --------- | --------- | ---- | ---- | ---- | ------ | ---- | -------------------------- | -------------------------- | -------------------------- | -------------------------- | -------------------------- |
| 2021년    | DeNA      | 6위       | 143  | 54   | 73   | 16     | .425 | 20.0                       | 136                        | .258                       | 4.15                       | 47세                       |
| 2022년    | DeNA      | 2위       | 143  | 73   | 68   | 2      | .518 | 8.0                        | 117                        | .251                       | 3.48                       | 48세                       |
| 2023년    | DeNA      | 3위       | 143  | 74   | 66   | 3      | .529 | 12.0                       | 105                        | .247                       | 3.16                       | 49세                       |
| 2024년    | DeNA      | 3위       | 143  | 71   | 69   | 3      | .507 | 8.0                        | 101                        | .256                       | 3.07                       | 50세                       |
| 통산: 4년 | 통산: 4년 | 통산: 4년 | 572  | 272  | 276  | 24     | .496 | A클래스: 3회, B클래스: 1회 | A클래스: 3회, B클래스: 1회 | A클래스: 3회, B클래스: 1회 | A클래스: 3회, B클래스: 1회 | A클래스: 3회, B클래스: 1회 |

- 순위에서 굵은 글씨는 일본 시리즈 우승

### 주해
1. ↑  투수로서는 역대 1위이다.
2. ↑  25년 이상은 다니시게 모토노부의 27년, 노무라 가쓰야, 야마사키 다케시의 25년이다.

### 출전
1. ↑  가나가와 신문, 1992년 10월 8일
2. ↑  가나가와 신문, 1992년 10월 7일
3. ↑  가나가와 신문, 1993년 8월 2일
4. ↑  가나가와 신문, 1993년 9월 5일
5. ↑  가나가와 신문, 1994년 5월 23일
6. ↑  “ＤｅＮＡ三浦24年連続安打も６失点「申し訳ない」”. 《닛칸 스포츠》. 2016년 7월 11일. 2021년 6월 29일에 확인함.